# Wasserburg Rhena
Die Wasserburg Rhena, auch Untere Burg genannt, ist der Rest einer Wasserburg unterhalb der Kirche des Stadtteils Rhena (Zur alten Mühle 11) der Kreisstadt Korbach im Landkreis Waldeck-Frankenberg (Hessen).
Die Wasserburg wurde vermutlich um 1555 von Reinhard von Rhena erbaut. Von der Burg sind heute nur noch zwei Steinhäuser erhalten, die rechtwinklig zueinander stehen und heute als Scheunen genutzt werden. Vermutlich stammen einige ornamentale Teile von dem Steinmetzen Philipp Soldan.
Eines der Steinhäuser diente früher als Wohnbau. Über einem heute vermauerten Rundbogen-Portal sind Reste des Doppelwappens von Reinhard von Rhena und seiner Frau Anna von Hanstein eingemauert. In dem Doppelwappen ist die Jahreszahl 155* eingetieft. Die volle Jahreszahl ist nicht mehr zu lesen, da ein Teil des Hanstein-Wappens verloren gegangen ist. Beide Häuser sind zweigeschossig mit hohem Satteldach, das an jeder Giebelseite ein ziegel-vermauertes Fachwerk aufweist.